# Eutelsat 70D
O Eutelsat 70D (anteriormente chamado de Hotbird 6, Hotbird 13A, Eutelsat 8 West C e Eutelsat 33D) foi um satélite de comunicação geoestacionário europeu construído pela Alcatel Alenia Space que, no final de sua vida útil, esteve localizado na posição orbital de 70 graus de longitude leste e foi operado pela Eutelsat. O satélite foi baseado na plataforma Spacebus-3000B3 e sua vida útil estimada era de 12 anos. O satélite saiu de serviço em agosto de 2016 e foi transferido para a órbita cemitério.

## História
O Hotbird 6 substituiu o satélite Hotbird 5 anteriormente posicionado a 13 graus leste. Em 1 de março de 2012 a Eutelsat adotou uma nova designação para sua frota de satélites, todos os satélites do grupo assumiram o nome Eutelsat associada à sua posição orbital e uma letra que indica a ordem de chegada nessa posição, então o satélite Hotbird 6 recebeu o nome Eutelsat Hotbird 13A. Em 2013, ele foi renomeado para Eutelsat 8 West C e mudou-se para a posição orbital de 8 graus oeste. Em 2015, ele foi novamente transferido de posição orbital, desta vez, para 33 graus leste e rebatizado de Eutelsat 33D. Posteriormente, foi renomeado para Eutelsat 70D quando se mudou para 70 graus leste.
O Eutelsat 70D foi retirado de serviço em 2016 e foi transferido para a órbita cemitério acima da órbita geoestacionária.

## Lançamento
O satélite foi lançado com sucesso ao espaço no dia 28 de agosto de 2002, às 22:05 UTC, por meio de um veículo Atlas V, a partir da Estação da Força Aérea de Cabo Canaveral, Flórida. Ele tinha uma massa de lançamento de 3.905 kg.

## Capacidade
O Eutelsat 70D era equipado 28 transponders de banda Ku e 4 em banda Ka para o fornecimento de programação por cabo para as residências em transmissão direta.